# Страбля
Страбля (пол. Strabla) — село в Польщі, у гміні Вишки Більського повіту Підляського воєводства. Населення — 570 осіб (2011).

## Історія
Вперше згадується 1569 року.
У 1975—1998 роках село належало до Білостоцького воєводства.

## Демографія
Демографічна структура станом на 31 березня 2011 року:
|          | Загалом | Допрацездатний вік | Працездатний вік | Постпрацездатний вік |
| -------- | ------- | ------------------ | ---------------- | -------------------- |
| Чоловіки | 272     | 65                 | 171              | 36                   |
| Жінки    | 298     | 67                 | 161              | 70                   |
| Разом    | 570     | 132                | 332              | 106                  |

Сьогодні більшість населення села становлять спольщені українці.

## Релігія
У католицькому костелі села зберігається ікона, датована XVI століттям.